# Erzeparchie Antelien
Die Erzeparchie Antelien in Libanon (lateinisch Archieparchia Anteliensis Maronitarum; arabisch أبرشية أنطلياس المارونية, DMG Abrašīyat Anṭilyās al-Mārūnīya) ist eine Eparchie der Maronitischen Kirche. Sie wurde am 11. Juni 1988 mit Sitz in Antelias gegründet.

## Erzbischöfe von Antelien
- Joseph Mohsen Béchara, 1988–2012
- Camille Zaidan, 2012–2019
- Antoine Farès Bounajem, seit 2021